# Lelio Coluccini
Lelio Coluccini (Pietrasanta, 3 de dezembro de 1910 — Campinas, 24 de julho de 1983) foi um escultor italiano radicado no Brasil. Artista de tendências neoclássicas e modernistas, estudou em sua cidade natal
Realizou exposições em Campinas no Centro de Ciências, no Teatro Municipal e em São Paulo tendo alguns de seus trabalhos adquiridos pela Prefeitura de Campinas, além de, figurar praças e repartições públicas. Autor de monumentos no interior e na capital do estado de São Paulo.

## Formação e vida
Nascido no vilarejo de Valdicastello, em 1912 chegou ao Brasil com seus pais Alfredo Coluccini e Italia Magri. Era uma família de artesãos de mármore, seu pai e seus irmãos fundariam mais tarde em Campinas uma marmoraria. Lelio Coluccini aprendeu o ofício na própria marmoraria da família acompanhado de seu pai, mantendo assim a tradição. Aos sete anos de idade apresentou uma escultura em argila (cabeça de Cristo) que impressionou muito um crítico de arte, que visitava a marmoraria e motivou seu pai, Alfredo Coluccini a investir no futuro do seu filho. Em 1924, Lelio Coluccini, retorna a terra natal onde passa a morar com sua avó Teresa Coluccini.
Entre 1924 e 1931 estudou artes plásticas no Istituto d'Arte Stagio Stagi, em Pietrasanta, onde se tornou escultor diplomado. Em 1931, voltou a Campinas, momento em que monta também seu ateliê que se localizava na rua General Osório, 752. Detentor de vários prêmios na Itália, Coluccini fez, em 1936, sua primeira exposição em Campinas, no Centro de Ciências, Letras e Artes. Em 1957, participa da I Exposição de Arte Contemporânea, que aconteceu no Saguão do Teatro Municipal Carlos Gomes. A partir de então, participou ativamente da vida artística de Campinas. Lelio Coluccini é responsável por um acervo imensamente aclamado e expoente da arte moderna.

## Galeria de obras

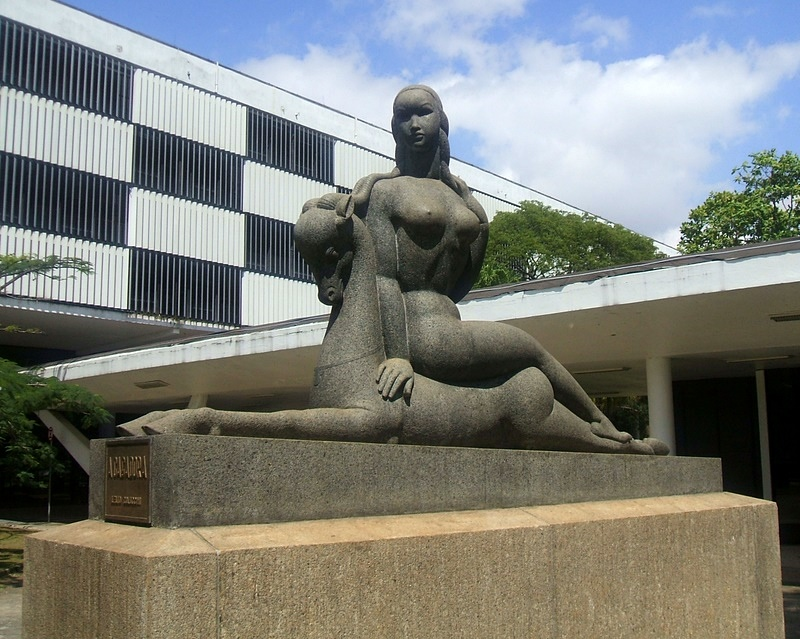
A Caçadora (Parque do Ibirapuera, São Paulo, SP - 1944).
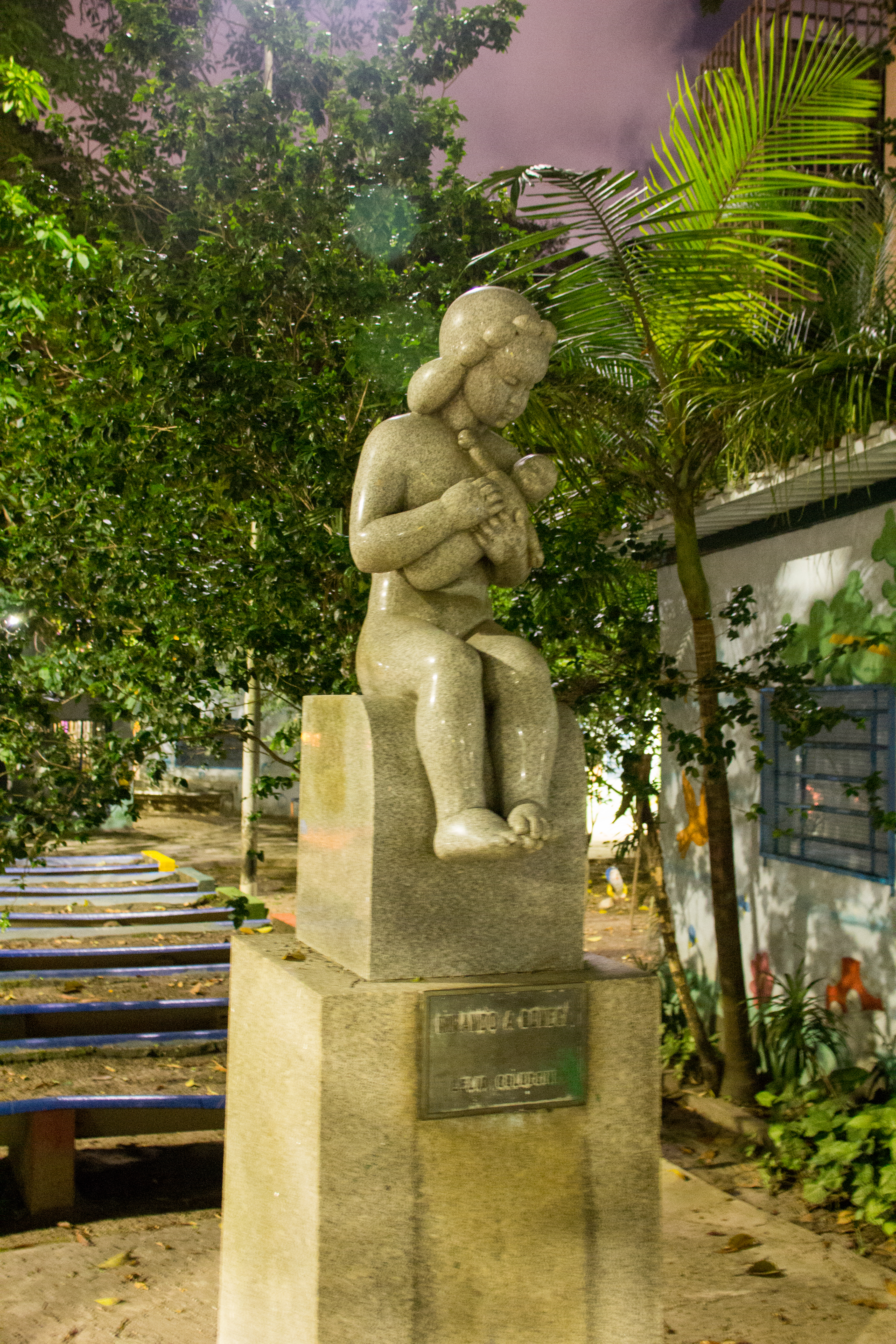
Ninando a boneca (Praça da República, São Paulo, SP - 1930).
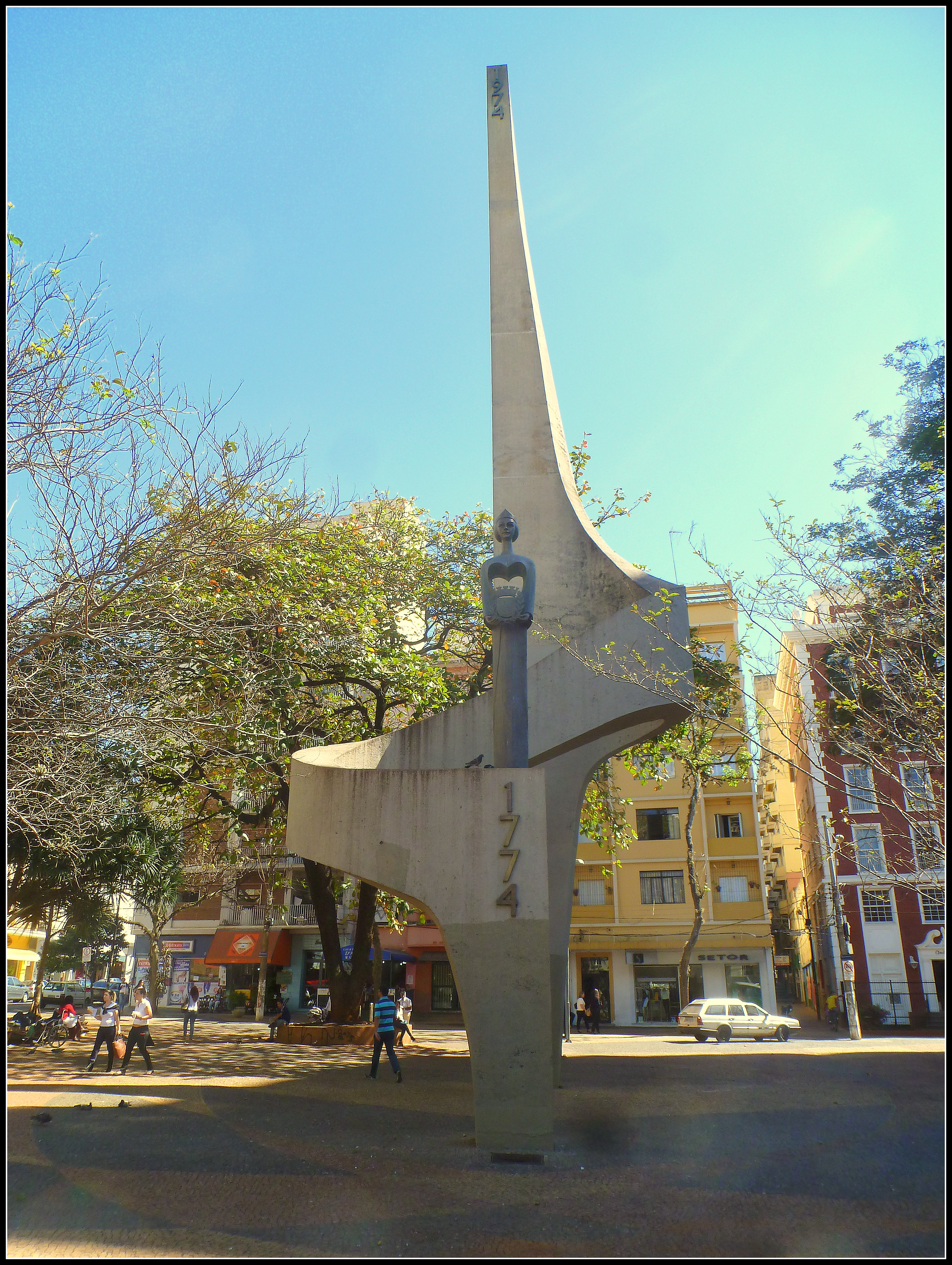
Monumento ao Bicentenário de Campinas (Largo das Andorinhas, Campinas, SP - 1974).
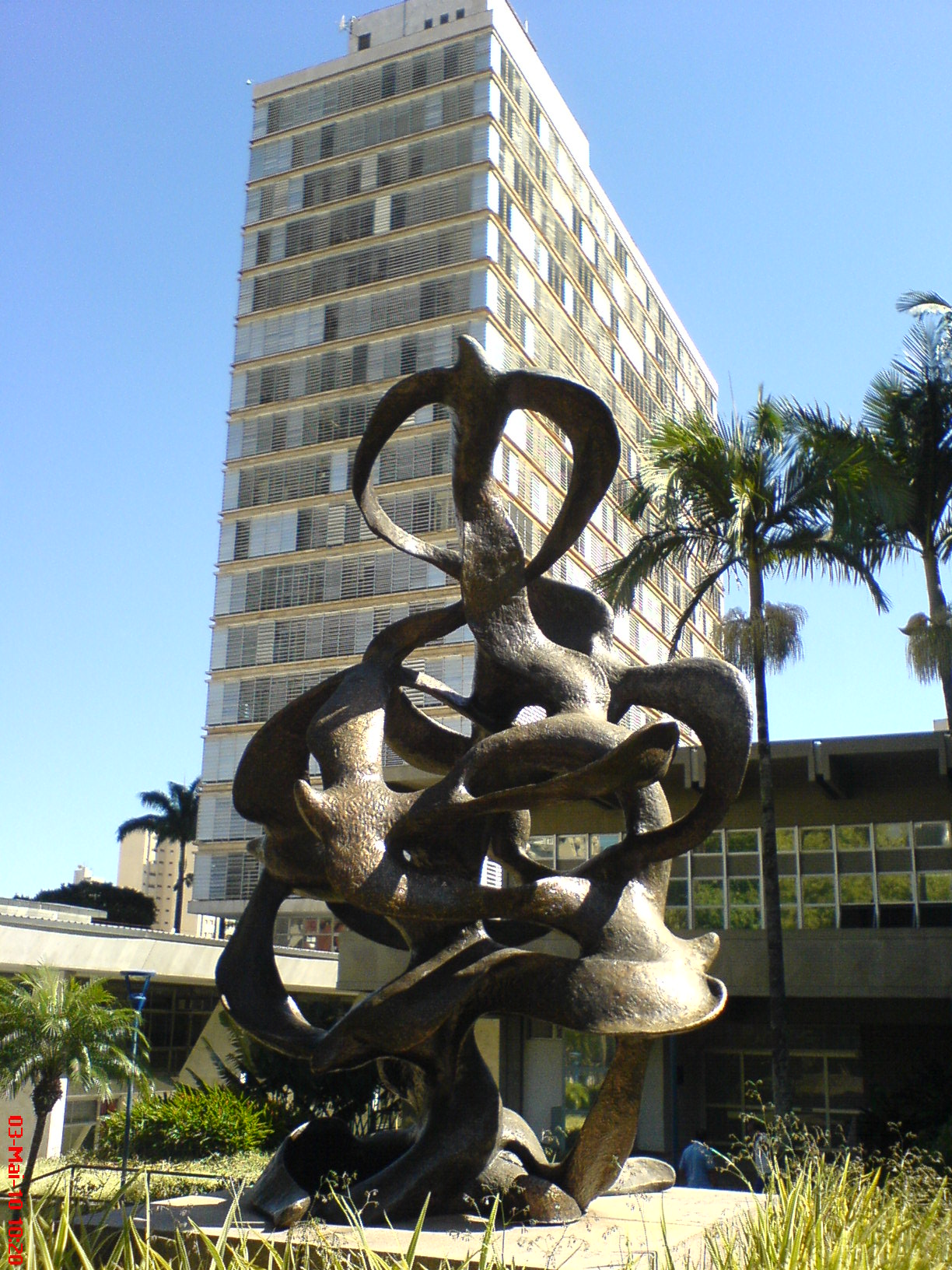
Revoada das Andorinhas (Museu de Arte Contemporânea de Campinas, Campinas, SP - 1957).
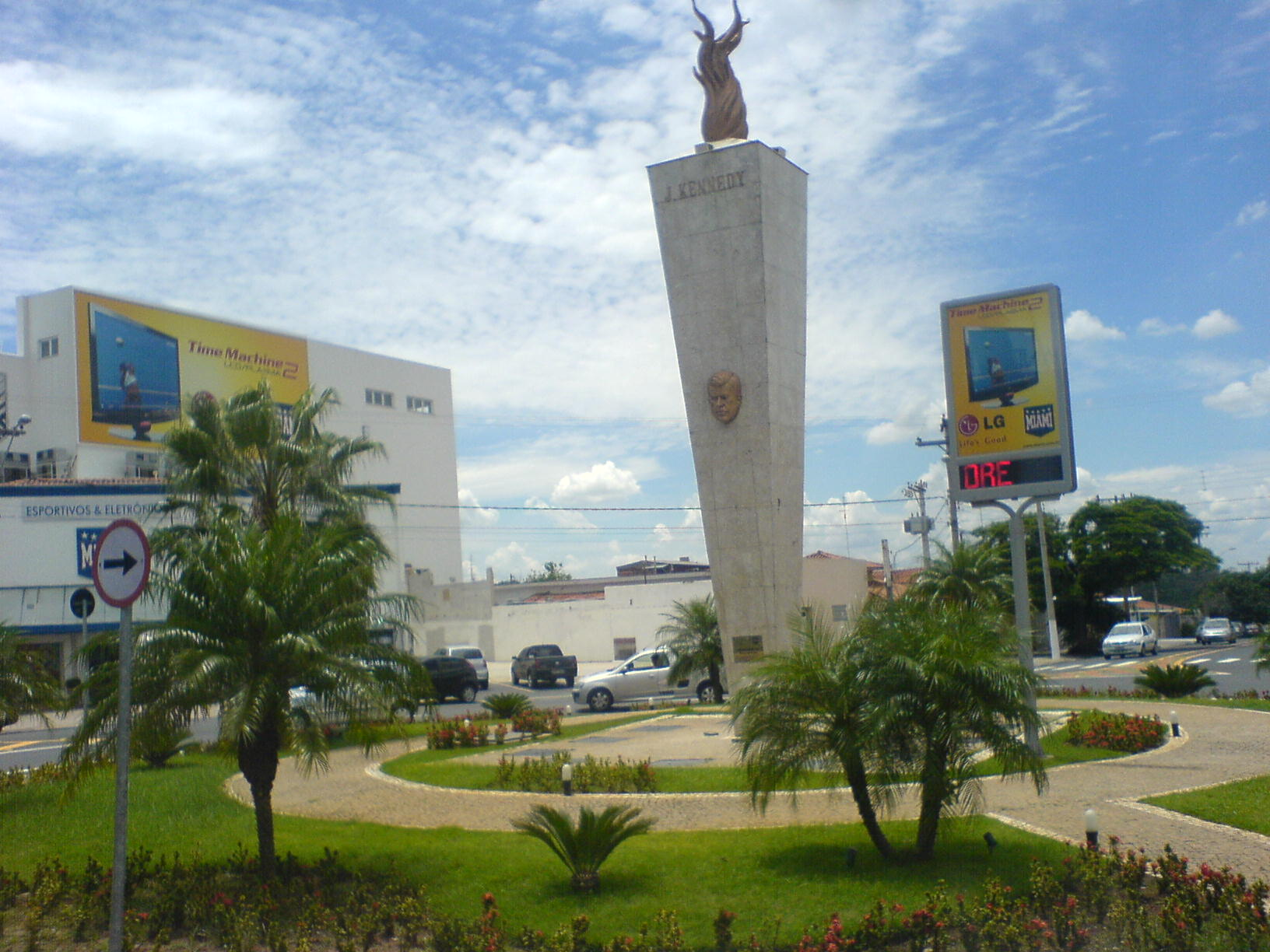
Monumento John Kennedy (Av. Presidente Kennedy, Campinas, SP - 1965).